# A Girl Like Me (album Emmy Bunton)
A Girl Like Me – debiutancki album byłej wokalistki zespołu Spice Girls, Emmy Bunton. Został wydany 16 kwietnia 2001. W pierwszym tygodniu znalazł się na czwartym miejscu zestawienia UK Albums Chart ze 21500 sprzedanymi kopiami.